# Астероїд-Сіті
«Астероїд-Сіті» (англ. Asteroid City) — американський фільм за сценарієм, режисурою та спільним продюсуванням Веса Андерсона. Прем'єра відбулася 23 травня 2023 року на Каннському кінофестивалі. Focus Features планувала випуск фільму в обмежений прокат 16 червня 2023 року, а на широкому екрані він з'явився 23 червня.
У театрі розігрують фантастичну телевізійну п'єсу. Життя акторів виявляється пов'язаним із пригодами їхніх персонажів у вигаданому містечку Астероїд-Сіті, що опинилося на карантині.

## Сюжет
Фільм відбувається як п'єса в стилі ретрофутуризму 1955 року. Драматург Конрад Ерп спершу словесно описує місце дії та персонажів, а також пояснює на які частини поділятиметься сюжет.
У США, в пустелі, де випробовують атомні бомби, є містечко Астероїд-Сіті, чия єдина примітна особливість — кратер. Саме там відбувається астрономічний з'їзд для нагородження юних науковців. Військовий фотожурналіст Огі Стенбек прибуває туди зі своїм розумним сином-підлітком Вудро і трьома молодшими дочками. Коли їхня машина ламається, Огі дзвонить своєму тестю Стенлі з проханням про допомогу. Стенлі, який не любить свого зятя, переконує його розповісти дітям про недавню смерть їхньої матері, яку Огі приховав. Огі та Вудро зустрічаються з Мідж Кемпбелл, відомою, але знудженою актрисою, та її дочкою Дайною, яку, як і Вудро, чекатимуть на з'їзді. Огі та Мідж, Вудро та Дайна поступово закохуються протягом п'єси. Прибувають інші учасники з'їзду: генерал Ґріф Гібсон, дослідниця-астроном Гікелупер, троє підлітків-лавреатів (Рікі, Кліффорд і Шеллі) та їхні батьки (Джей Джей, Роджер і Сенді), повний автобус дітей початкової школи в супроводі молодої вчительки Джун Дуглас і ковбойський оркестр під керівництвом співака Монтани. Всі вони поселяються в місцевому мотелі.
Біля кратера підлітки повинні отримати нагороди за свої фантастичні винаходи, як-от маніпулятор гравітацією чи пристрій для розміщення реклами на Місяці. Вночі над кратером з'являється НЛО, звідти спускається інопланетянин і викрадає уламок метеорита, що утворив кратер. Огі встигає сфотографувати прибульця. Президент і генерал Гібсон наказують запровадити військовий карантин у місті, всі проходять медичне та психіатричне обстеження. Джун запевняє підлітків, що інопланетянин напевне доброзичливий. Тим часом між Монтаною та Джун починається роман. Нагороджені підлітки використовують обладнання доктора Гікелупер, щоб спробувати зв'язатися з прибульцем. Використовуючи таксофон, Рікі дзвонить у свою шкільну газету та розповідає про події в Астероїд-Сіті.
Таким чином про появу інопланетянина дізнаються по всій країні. Розлючений генерал Гібсон збирається зняти карантин, коли НЛО знову з'являється, а прибулець повертає уламок метеорита. Коли Гібсон відновлює карантин, діти, вчені та батьки бунтують. Вони користуються винаходами підлітків, щоб нейтралізувати військових, які не випускають їх із міста.
Між тим розкриваються подробиці створення п'єси. Через деякий час після того, як Конрад Ерп почав писати, він зустрічається з актором Джонсом Голлом, який проводить прослуховування в домі Ерпа і одразу отримує роль. Ерп і Голл цілуються. Ерп пише п'єсу за допомогою місцевої школи акторської майстерності та набирає з неї більшість акторів, включаючи Мерседес Форд, темпераментну, але талановиту актрису, яка грає Мідж. Голл, який грає Огі, зізнається режисеру п'єси Шуберту Гріну, що не розуміє сенсу п'єси. Грін каже Голлу продовжувати грати Огі, навіть якщо не впевнений, що робить це правильно. Курячи потім на балконі, Голл зустрічає актрису, яка була обрана на роль дружини Огі до того, як єдину сцену з нею вирізали. Вона декламує йому текст видаленої сцени.
Через шість місяців Конрад Ерп гине в автомобільній катастрофі. В епілозі п'єси Огі та його родина останніми покидають Астероїд-Сіті після того, як генерал Гібсон скасовує карантин. Дочки Огі ховають прах своєї матері в пустелі. Вудро виграє стипендію, а Мідж залишає для Огі свою поштову адресу. Огі фотографує вибух атомної бомби вдалині та разом з сім'єю їде з Астероїд-Сіті.

## У ролях
| Актор              | Роль                |
| ------------------ | ------------------- |
| Скарлетт Йоганссон | Мідж Кемпбелл       |
| Джейсон Шварцман   | Огі Стенбек         |
| Том Генкс          | Стенлі Зак          |
| Джеффрі Райт       | генерал Гріф Гібсон |
| Тільда Свінтон     | доктор Хікенлупер   |
| Едвард Нортон      | Конрад Ерп          |
| Едрієн Броуді      | Шуберт Грін         |
| Браян Кренстон     | телеведучий         |
| Лієв Шрайбер       | Дж.Дж. Келлог       |
| Гоуп Девіс         | Сенді Борден        |
| Майя Гоук          | Джун Дуглас         |
| Стів Парк          | Роджер Чо           |
| Джейк Раян         | Вудро               |

| Актор          | Роль                |
| -------------- | ------------------- |
| Руперт Френд   | Монтана             |
| Метт Діллон    | Генк                |
| Стів Карелл    | менеджер мотелю     |
| Марго Роббі    | телевізійна акторка |
| Віллем Дефо    | Зальцбург Кайтель   |
| Хонг Чау       | Поллі Грін          |
| Софія Лілліс   | Шеллі               |
| Тоні Револорі  | Джен                |
| Джефф Голдблюм | прибулець           |
| Фішер Стівенс  | детектив            |
| Боб Балабан    | адмінітстратор      |
| Сеу Джордж     | ковбой              |
| Ріта Вілсон    | місіс Везерфорд     |

## Виробництво
У вересні 2020 року повідомлялося, що Вес Андерсон напише сценарій та зрежисує романтичний фільм, який він також буде продюсувати разом з Джеремі Доусоном та Стівеном Рейлзом. Дистриб'ютори фільму — American Empirical Pictures та Indian Paintbrush. З лютого 2021 року Майкл Сера та Джефф Голдблюм вступили в переговори, щоб знятися у фільмі. У червні 2021 року Тільда Свінтон стала першою акторкою, яка була офіційно підтверджена, разом з Біллом Мюрреєм, Адрієном Броуді і Томом Хенксом, які приєдналися до неї в липні. У серпні Марго Роббі, Руперт Френд, Джейсон Шварцман, Скарлетт Йоханссон, Брайан Кренстон, Гоуп Девіс, Джеффрі Райт та Лієв Шрайбер були оголошені частиною акторського ансамблю. У вересні стало відомо, що Тоні Револорі та Метт Діллон також зіграють у фільмі.
Основна зйомка, яка спочатку мала розташовуватися в Римі, розпочалася в Іспанії в серпні 2021 року. Її планували завершити у жовтні. Для зйомок було використано кілька знімальних майданчиків у Чінчоні, Мадрид, схожих на пустельний пейзаж та макет залізничної станції. На Лондонському кінофестивалі BFI було оголошено, що фільм матиме назву «Астероїд-Сіті».

## Сприйняття
Фільм «Астероїд-Сіті» отримав на агрегаторі Rotten Tomatoes, 73 % схвальних рецензій критиків. На Metacritic середня оцінка склала 74 зі 100.
Марк Кермод для «The Guardian» зазначав, що фільми Веса Андерсона — це завжди сатиричні головоломки серед показної штучності. «Шанувальники, безсумнівно, будуть вражені його ретельною візуальною естетикою імітації життя в мініатюрі» у двох однаково штучних світах (Бродвей і американський Захід). Та попри стилізацію під старий кінематограф і цікаві посилання в іменах, «тут панує запечатана атмосфера самовдоволеної сучасності, яка стає дедалі задушливішою».
Рек Рід у газеті «Observer» описав «Астероїд-Сіті» так: «Як і всі фільми Веса Андерсона, він загадковий, штучний, шалено поблажливий і безповоротно безглуздий». На відміну від попередніх фільмів того ж режисера, «Астероїд-Сіті» надто епізодичний та заплутаний, аби донести якусь ідею. Попри акторський склад, цікаві колірні рішення (п'єса кольорова, а реальний світ чорно-білий) та зав'язку в стилі «Сутінкової зони», «петляння між трьома неорганізованими актами та епілогом — це непотрібний цирк знайомих облич у епізодичних ролях».
Дмитро Десятирик у «Суспільне: Культура» писав: «Кіно Андерсона завжди було театральним, але цього разу театральність стає відкритим прийомом, аж до поділу на акти і дії; такий собі сценічний камінґ-аут режисера». Сюжет зумисне нечіткий і відбувається в штучному світі, де справжні речі замінені декораціями, а сімейна трагедія — це епізод, який можна викинути зі сценарію. Роздуми про те, хто є ми справжні та чи є смерть кінцем існування підсумовуються в одній із прикінцевих фраз фільму: «не може прокинутись той, хто не спав».